# Колоради

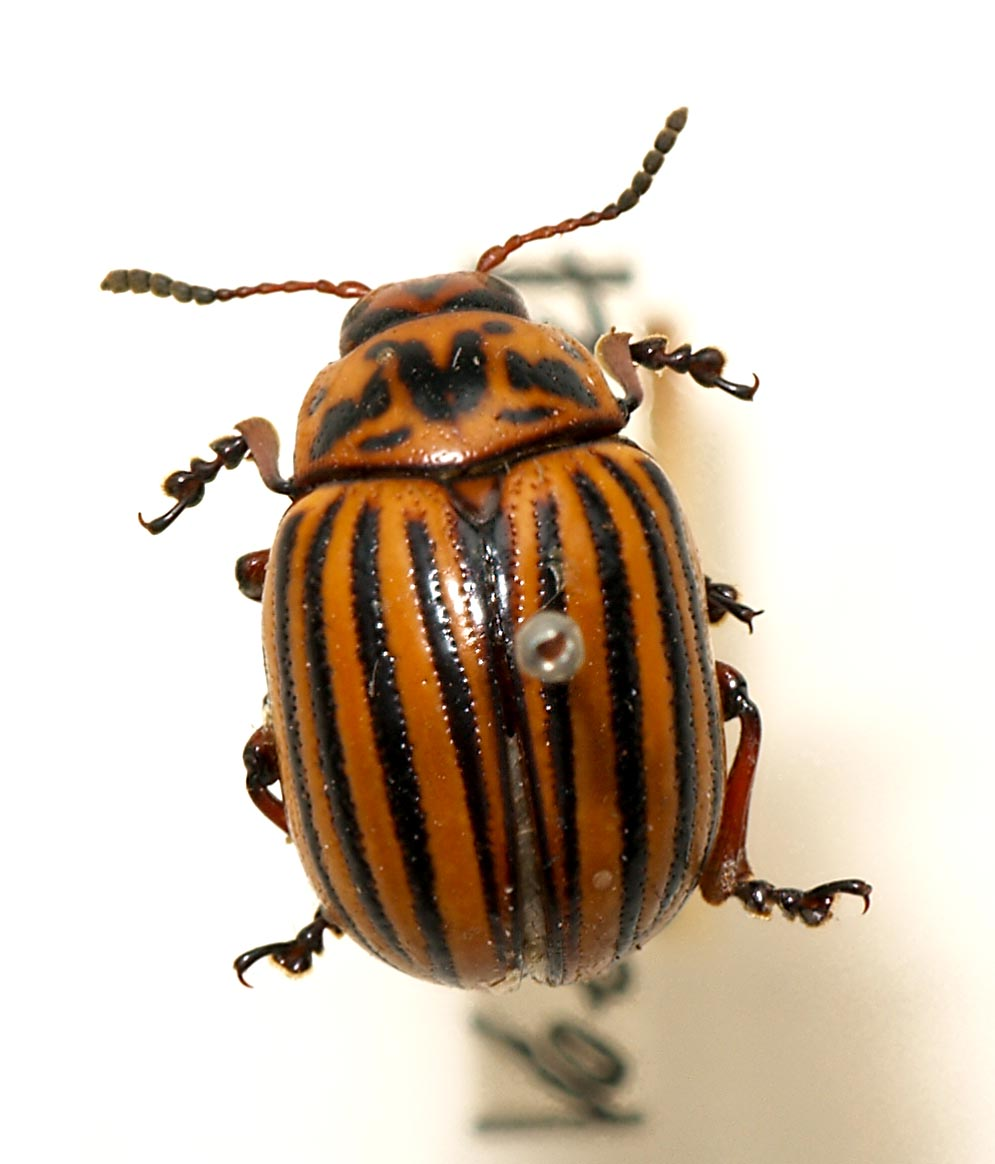
Колорадський жук

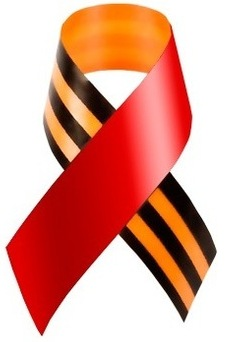
«Георгіївська стрічка» що поєднана з червоною — символом комуністичної ідеології

Колора́ди (також колора́доси) — зневажлива назва проросійських сепаратистів в Україні, колаборантів, бойовиків або найманців, які під час російської інтервенції в Україну 2014 позначають себе чорно-жовтою (чорно-помаранчевою) смугастою «георгіївською стрічкою». Зовнішньо стрічка нагадує забарвлення колорадських жуків, через що отримала назву «колорадська стрічка».

## Походження
Вважається, що термін «Колорадська стрічка» випустив в обіг російський репортер, телеведучий і публіцист Олександр Невзоров.

## Використання
Нову лексему, наприклад, використовувала народний депутат Леся Оробець, російська політик і публіцист Валерія Новодворська.
Андрій Ілларіонов стверджує, що «колорадів» (як і тітушок, «казаків» та чеченських бойовиків) російські спецслужби своїм професійним жаргоном називають «консервами».